# Varteres Samurgašev
Varteres Varteresovič Samurgašev (* 13. září 1979 Rostov na Donu) je bývalý ruský zápasník – klasik arménského původu, olympijský vítěz z roku 2000.

## Sportovní kariéra
Zápasení se věnoval od útlého dětství. Oba jeho rodiče jsou vyškolenými trenéry zápasu. Tři starší bratři se aktivně věnovali zápasu řecko-římskému. Jeho prvním trenérem byl v rodném Rostově vedle rodičů Suren Kazarov (Kazarjan). Jeho osobním trenérem byl po celou sportovní kariéru Sergej Zabejvorot.
Aby se prosadil v ruském reprezentačním týmu shazoval před turnajem více než 10 kg. Jako vedlejší efekt tohoto shazování váhy se u něho v juniorském věku (1996) projevil defekt zvaný ileus (neprůchodnost střev). V olympijském roce 2000 měl dva týdny před dubnovým mistrovství Evropy v Moskvě vážné zdravotní problémy, které zažehnal dietou a léky. Vyhnul se tak plánované operaci, která by ho připravila o možnost startovat na olympijských hrách v Sydney. S jeho zdravotními problémy bezpochyby souvisí i incident ze silvestra 1998, kdy se dostal do potyčky a utrpěl několikrát bodných nožem v oblasti břicha. Po operaci nemohl několik měsíců zápasit.
V ruské mužské reprezentaci debutoval v roce 1999 ve váze do 63 kg za zkušeným, ale nevýrazným Nikolajem Monovem. V olympijském roce 2000 v ruské olympijské nominaci Monova porazil a startoval na olympijských hrách v Sydney. Do základní tříčlenné skupiny byl nalosován s obhájcem zlaté olympijské medaile Polákem Włodzimierzem Zawadzkim a favorizovaným Turkem Şerefem Eroğlu. Úvodní zápas s favoritem z Turecka zvládl, postupně se ujal body v parteru vedení 4:0 a zvítězil 5:2 na technické body. Ve druhém zápase ve skupině porazil vysoko 8:0 na technické body Zawadzkého a postoupil do čtvrtfinále. Ve čtvrtfinále porazil vysoko 11:5 na technické body Američana Kevina Brackena a v semifinále se utkal s Gruzínem Akakim Čačuou. Po vyrovnaném úvodu poslal v závěru prvního poločasu rozhodčí jeho soupeře do parteru, čehož využil a zveden se dostal do vedení 5:1 na technické body. V úvodu druhé minuty druhého poločasu nezachytil Gruzínův záhlavák, kterým se pouze ztenčilo vedení na 7:4 a to již do konce hrací doby udržel. Ve finále proti Kubánci Juanu Marénovi využil začátkem druhé minuty výhody v parteru a koršunem se ujal vedení 1:0 na technické body. Tímto bodovým rozdílem skončila regulérní hrací doba (6 minut). Z důvodu minimálního bodového náskoku, ale finále pokračovalo prodloužením (plus 3 minuty se zlatým skóre). V úvodu prodloužení vyvedl Kubánce v boji o úchop z rovnováhy a strhem dostal kýžený, vítězný druhý bod. Získal zlatou olympijskou medaili.
Od roku 2001 šel netypicky o dvě váhové kategorie výše a startoval ve váze do 74 (76) kg. V roce 2004 potvrdil v ruské olympijské nominaci pozici reprezentační jedničky a startoval na olympijských hrách v Athénách. Ze čtyřčlenné základní skupiny postoupil přímo do semifinále proti Gruzínu Aleksandru Dochturišvilim. Semifinále takticky nezvládl a prohrál 2:5 na technické body. Souboj o třetí místo proti Švýcaru Reto Bucherovi patřil k nejrychlejším soubojům o medaile v zápasu na olympijských hrách. Od úvodu na svého soupeře vletěl o po minutě zvítězil technickou převahou 10:0. Získal bronzovou olympijskou medaili. V roce 2008 startoval na svých třetích olympijských hrách v Pekingu, ale nevyladil optimálně formu a prohrál ve čtvrtfinále s Maďarem Péterem Bácsim 0:2 na sety. Sportovní kariéru ukončil v roce 2012 potom co v nominaci na olympijské hry v Londýně dostal přednost Roman Vlasov. Věnuje se trenérské a funkcionářské práci.

## Výsledky
| Turnaj             | 1995 | 1996 | 1997 | 1998 | 1999 | 2000 | 2001 | 2002 | 2003 | 2004 | 2005 | 2006 | 2007 | 2008 |
| Turnaj             | 16   | 17   | 18   | 19   | 20   | 21   | 22   | 23   | 24   | 25   | 26   | 27   | 28   | 29   |
| Turnaj             | -48  | -52  | -54  | -63  | -63  | -63  | -76  | -74  | -74  | -74  | -74  | -74  | -74  | -74  |
| ------------------ | ---- | ---- | ---- | ---- | ---- | ---- | ---- | ---- | ---- | ---- | ---- | ---- | ---- | ---- |
| Olympijské hry     |      | —    |      |      |      | 1.   |      |      |      | 3.   |      |      |      | úč.  |
| Mistrovství světa  | —    |      | —    | —    | —    |      | —    | 1.   | —    |      | 1.   | úč.  | —    |      |
| Mistrovství Evropy | —    | —    | —    | —    | úč.  | 1.   | —    | 2.   | —    | —    | —    | 1.   | —    | —    |
| MS juniorů         | —    | —    | úč.  | —    | 1.   |      |      |      |      |      |      |      |      |      |
| ME juniorů         | —    | —    | 4.   | 1.   | —    |      |      |      |      |      |      |      |      |      |
| MS dorostenců      | 6.   |      |      |      |      |      |      |      |      |      |      |      |      |      |